# Người Pháp gốc Việt
Người Pháp gốc Việt là nhóm người có tổ tiên xuất xứ từ Việt Nam nhưng sau định cư ở Pháp. Đây là một trong những cộng đồng Việt kiều lớn nhất thế giới. Vì Chính phủ Pháp không làm thống kê với dữ liệu về chủng tộc của công dân Pháp nên không có con số nào chính xác để biết về số người Pháp gốc Việt. Số người Việt tại Pháp được ước tính từ khoảng 200.000 đến 250.000 người (2002). Con số này tăng thành khoảng 300.000 vào năm 2013.

## Lịch sử

### Trước 1945

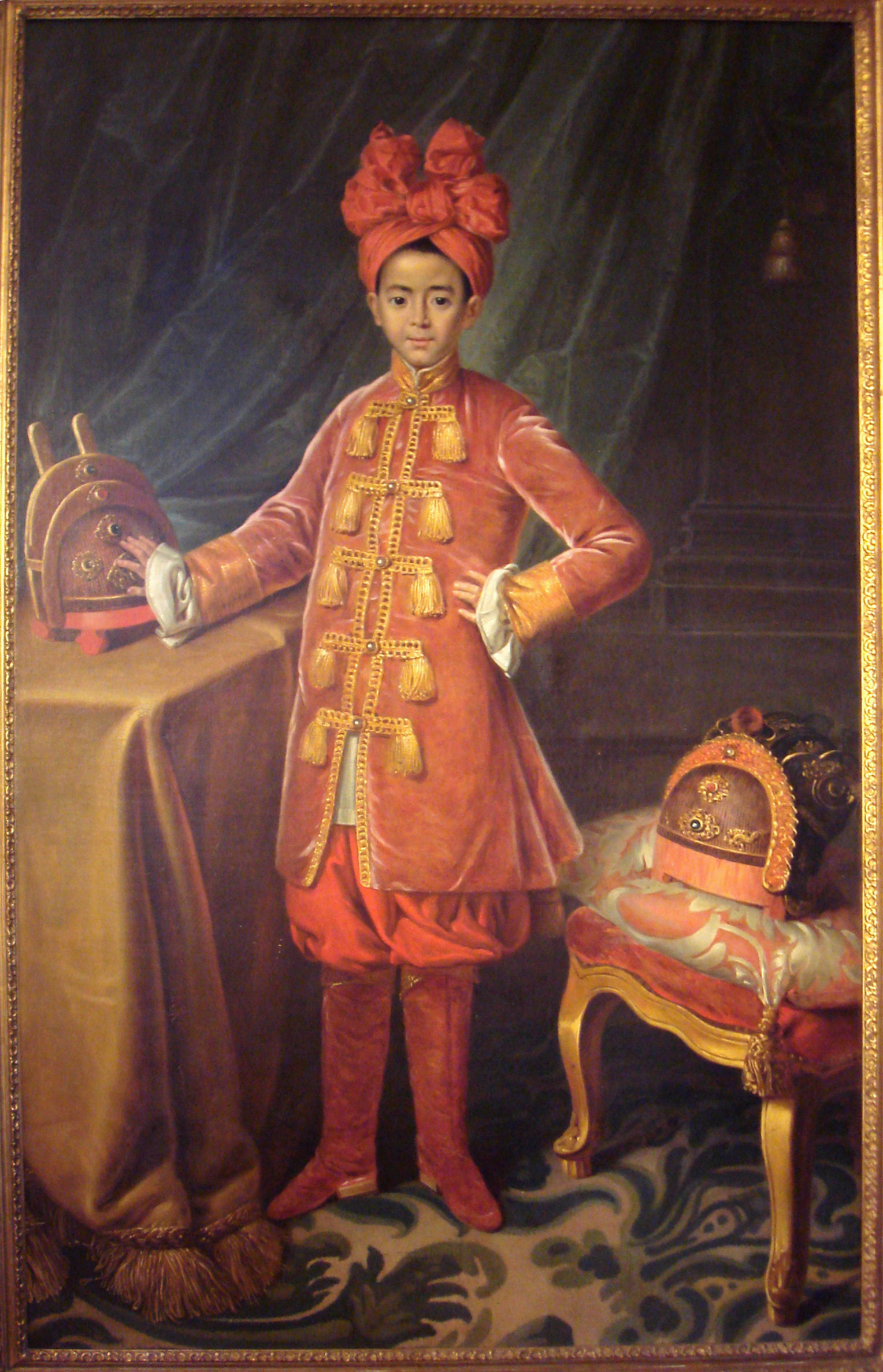
Hoàng tử Cảnh tại Pháp; tranh của Maupérin (1787)

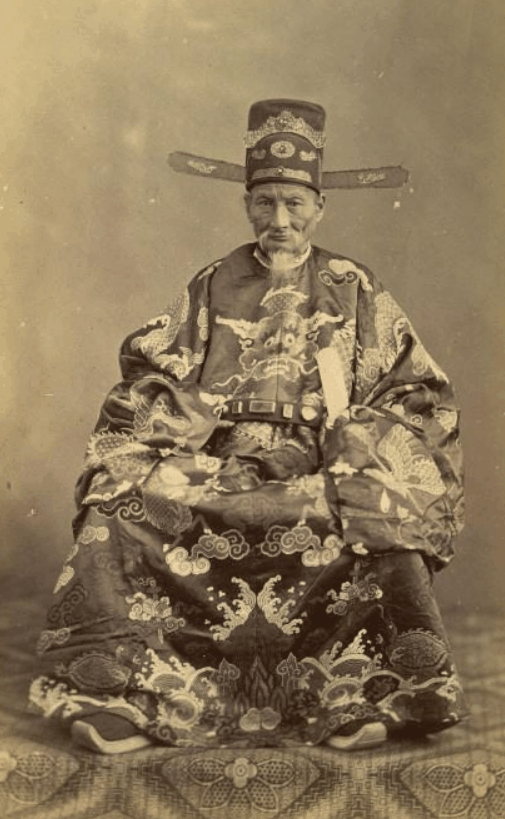
Phan Thanh Giản, hình chụp tại Paris khi đi sứ năm 1863.

Một nhân vật người Việt đặt chân lên đất Pháp vào cuối thế kỷ 18 mà lịch sử nhắc đến nhiều là Hoàng tử Nguyễn Phúc Cảnh khi theo Giám mục Bá Đa Lộc cầm đầu phái đoàn sang Pháp cầu viện. Cậu bé 3 tuổi này chỉ ở lại Pháp vài năm rồi lại hồi hương nhưng để lại ấn tượng tốt trong dư luận Pháp.
Gần 100 năm sau người Việt mới bắt đầu sang định cư tại Pháp. Sứ bộ Phan Thanh Giản khi trong chuyến Tây du để chuộc lại Nam Kỳ đã ghi nhận sự có mặt của người Việt tại Pháp. Tuy nhiên con số đó chỉ là những người có quan hệ gia đình nên phải sang Pháp.
Mãi đến đầu thế kỷ 20 cộng đồng người Việt mới tăng lên con số đáng kể. Nguyên nhân chính là tình hình khó khăn tại Pháp trong Chiến tranh thế giới thứ nhất bắt buộc chính phủ Pháp phải tìm tuyển nhân công để sung vào các xưởng sản xuất trong khi dân Pháp chính gốc phải dồn vào phục vụ chiến cuộc. Cùng lúc đó Pháp cũng mở cuộc tổng động viên để bổ sung quân đội. Lệnh tuyển lính bản xứ tại Đông Dương thuộc Pháp được ban hành vào tháng 11 năm 1915. Sang Tháng Giêng, 1916, triều đình Huế cũng có dụ ban thưởng 80 đồng bạc Đông Dương cho những ai nhập ngũ. Đến năm 1918 khi có lệnh đình chiến thì đã có 48.922 lính gốc Đông Dương (Việt) trong quân ngũ tại Âu châu cùng Bắc Phi  và 51.000 thợ (ouvriers non spécialsés, viết tắt là ONS; tiếng Việt gọi là "lính thợ" hay "công binh") gốc Việt trong các công xưởng của Pháp. Trong số đó có 1.548 người tử vong. Số người Việt lưu trú tại Pháp sau giảm nhiều vì đa số chọn hồi hương. Số ở lại chỉ khoảng 3.000 người. Có người ở lại vì kết hôn với người Pháp nhưng phần lớn vì lý do giáo dục và công việc.
"Nhóm người An Nam yêu nước" được Nguyễn Ái Quốc thành lập vào tháng 6/1919 nhằm kêu gọi sự đoàn kết của Cộng đồng người Việt ở Pháp cũng như ra tăng áp lực lên chính phủ thực dân trao thêm quyền lợi cho người Việt trong nước. Đây là tiền thân của Hội người Việt Nam tại Pháp (UGVF) hiện nay.
Vì tình hình khó khăn kinh tế ở Pháp vào thập niên 1920 ảnh hưởng đến giới lao động, một số hội đoàn của người Việt xuất hiện với mục đích tương tế, tương trợ như Hội đồng bào Thân ái (La Fraternité des compatriotes), Association Amicale des Travailleurs Indochinois, Association de Laqueurs, Association des Cuisiniers Indochinois, và Association Mutuelle des Travailleurs. Đến năm 1928 thì có Comité de Défense des Travailleurs Annamites ra đời để bảo vệ quyền lợi của công nhân gốc Việt.
Con số thợ thuyền, sinh viên, học sinh đó là hạt mầm của cộng đồng người Pháp gốc Việt.
Khi Chiến tranh thế giới thứ hai sắp bùng nổ thì chính quốc Pháp lại có lệnh tuyển mộ người Việt sang làm lao công thuộc địa (viết tắt tiếng Pháp MOI: main-d'oeuvre indigène), nhưng lần này với dạng cưỡng bách. Năm 1939 đã có 93.000 người, cả lính thợ lẫn lính chiến, bị đưa sang Pháp sung vào quân ngũ hỗ trợ chính quốc theo "Kế hoạch Mandel". Riêng ở Baumettes khoảng 20.000 người bị giam giữ để phục dịch trong các công xưởng với mức lương 1/10 lính Pháp. Một số đã định cư ở Pháp, nhất là vùng Camargue (tỉnh Bouches-du-Rhône), mở mang nghề trồng lúa và làm muối.
Nghề trồng lúa ở Provence là do lính thợ người Việt sang khai khẩn vùng đồng lầy ở Camargue vào thập niên 1940, mở đầu cho kỹ thuật trồng lúa tại Pháp.

### 1945-1975
Số người Việt sang Pháp định cư tăng thêm vào những thập niên 1940-1960 sau Chiến tranh thế giới thứ hai và cuộc chiến Đông Dương tiếp theo. Khi chính thể bảo hộ của Pháp trên ba xứ Việt Nam, Campuchia, Lào cáo chung, đại đa số Pháp kiều, trong đó kể cả những người Việt mang quốc tịch Pháp đã rời bỏ Đông Dương để hồi hương về Pháp. Sau 1954, khoảng 50.000 người mang quốc tịch Pháp tại Đông Dương đã hồi hương, trong đó có 12.000 người bản xứ.
Chính phủ Pháp đưa một số về Noyant-d'Allier, một thị trấn nhỏ thuộc Allier, Auvergne, có truyền thống khai mỏ than nhưng vào thập niên 1950 đã bị bỏ hoang. Bốn trăm gia đình, tổng cộng khoảng 2.000 người được đưa đến đây lập nghiệp. Số khác định cư ở Sainte-Livrade-sur-Lot (1600 người), thuộc Lot-et-Garonne, Aquitaine gần Bordeaux miền tây-nam nước Pháp. Nơi cư trú mang tên "Trung tâm tiếp quản Những người Pháp Đông dương" (tiếng Pháp: Centre d'Accueil des Français d'Indochine, CAFI) Nơi đó có cấu trúc giống như một ngôi làng truyền thống ở Việt Nam với đình, chùa. Trại CAFI ở Sainte Livrade tồn tại đến năm 2008 thì chính quyền địa phương có phá đi để hoạch định lại. Phần lớn đã được tân trang riêng có sáu căn là giữ nguyên dùng làm di tích cuộc di cư và để lưu trữ các hiện vật lịch sử ghi dấu. Ở Noyant-d'Allier thì nay còn ngôi chùa Pháp Vương. Giữa thị trấn là pho tượng Phật, sang thế kỷ 21 là thắng tích du lịch ở địa phương.

#### Nhóm ủng hộViệt Nam Dân chủ Cộng hòavàMặt trận Dân tộc Giải phóng miền Nam Việt Nam
Từ năm 1945 đến 1975, nhiều trí thức, nhân sĩ đã về tham gia kháng chiến và xây dựng đất nước, trực tiếp cùng nhân dân cả nước trải qua khó khăn. Còn nhiều người khác tiếp tục sứ mệnh của mình nơi xa xứ, tổ chức các hoạt động đóng góp tiền bạc, thuốc men, dụng cụ y học từ các nguồn quốc tế, đóng góp về kinh tế, khoa học kỹ thuật, phương tiện và kiến thức y học về đất nước. Ngoài những hoạt động chính trị, tài chính, phong trào còn đóng góp rất nhiều thông qua hình thức văn hóa-văn nghệ. Để tổ chức được những hoạt động văn hóa-xã hội Việt Nam ở nước ngoài thật sự là điều không hề dễ dàng, nhất là mỗi sự kiện đều mang một ý nghĩa chính trị đặc biệt chuyển tải hình ảnh-tinh thần-con người-mong muốn Việt Nam đến với cộng đồng Việt Nam ở Pháp và với công chúng quốc tế, như: các Trại hè từ năm 1959 đến 1973 để kỷ niệm Hiệp định Genève ủng hộ cuộc đấu tranh của đồng bào trong nước, những lần tham gia Đại hội Liên hoan văn hóa Thế giới do UNEF tổ chức, đi biểu diễn ở Ý, Thụy Sĩ, Hà Lan, tham gia các buổi mít-tinh cùng Phái đoàn Hội nghị Paris, tham gia Lễ hội Báo Nhân đạo, các buổi văn nghệ Tết... cũng là dịp để thu hút cảm tình viên cho Việt Nam và đào tạo cán bộ cho phong trào. Một sự kiện lịch sử quan trọng không thể không nhắc đến là Hiệp định Paris năm 1973 chấm dứt chiến tranh, lập lại hòa bình ở Việt Nam. Đây là một trong những sự kiện góp phần vào di sản và bề dày lịch sử đặc trưng độc đáo và độc nhất của cộng đồng người Việt Nam tại Pháp nói chung và Hội người Việt Nam tại Pháp nói riêng. Trong suốt quá trình hoạt động của hai phái đoàn đàm phán của Việt Nam Dân chủ Cộng hòa và Mặt trận Dân tộc Giải phóng miền Nam Việt Nam từ năm 1968-1973, bà con Việt kiều tại Pháp đã chào đón, hỗ trợ, giúp đỡ, bảo vệ và ủng hộ hết mình cho hai phái đoàn (VNDCCH và MTDTGPMNVN) hoàn thành nhiệm vụ. Khi Hiệp định Paris được ký kết, Hội Liên hiệp Việt kiều tại Pháp – tiền thân của Hội người Việt Nam tại Pháp – năm ấy đã tổ chức hàng loạt sự kiện chia sẻ niềm vui cùng đất nước, nhất là trong mùa Tết vào tháng 2, như: đêm Tết "Hòa bình" tổ chức ngày 3/2 tại Nhà hát Mutualité đầy kín chỗ ngồi, Tết tại Choisy-Le-Roi ngày 4/2, Tết tại Verrrières-Le-Buisson ngày 6/2, Tết tại phòng Pleyel ngày 24/2...

#### Nhóm ủng hộ Việt Nam Cộng hòa
Sinh viên du học của Việt Nam Cộng hòa thì tập trung ở Paris, thành lập Tổng hội Sinh viên Việt Nam, hoạt động từ năm 1960. Chính phủ Việt Nam Cộng hòa có cơ sở bán thức ăn số 80 đường Monge, quận V, cũng được gọi là Foyer Monge, thuộc tòa đại sứ quản lý cho các sinh viên tụ tập. Tính đến đầu năm 1975 cộng đồng ở Pháp là cộng đồng người Việt lớn nhất ở hải ngoại.

### Sau năm 1975
Đợt người Việt đông nhất sang định cư ở Pháp là vào thập niên 1970-1980 với nạn thuyền nhân vượt biển. Chỉ riêng trong bốn năm 1975-1979, Pháp đón nhận 51.515 người tị nạn sang định cư, tức là quốc gia đứng thứ 3 sau Hoa Kỳ và Úc về số lượng tiếp nhận người tỵ nạn. Trong khoảng thời gian từ 1975 đến 1989, Pháp đón nhận khoảng 150.000 người tị nạn, và theo một số nghiên cứu, số người tị nạn chiếm khoảng 80% cộng đồng người Pháp gốc Việt đầu thập niên 1990.
Ngoài chính sách của chính phủ cho người tỵ nạn nhập cư, giới nhân sĩ Pháp như triết gia Jean-Paul Sartre, Michel Foucault, Raymond Aron còn tổ chức nhóm vận động "Un bateau pour le Vietnam" ("Một con tàu cho Việt Nam") kêu gọi gia tăng số người tỵ nạn nhập cảnh. Chính nhóm này cùng với Bernard Kouchner, sáng lập viên tổ chức Médecins Sans Frontières (Y sĩ không biên giới) đã tài trợ con tàu Ile-de Lumière ("Đảo Ánh Sáng") ra khơi cứu giúp người vượt biển. Chính giới Pháp như Jacques Chirac và François Mitterrand cũng bảo trợ một số gia đình người Việt tỵ nạn.
Sau năm 1975, khi đất nước hoàn toàn thống nhất, phong trào Việt kiều được tập hợp dưới một ngôi nhà chung, chính thức lấy tên là Hội người Việt Nam tại Pháp (UGVF) với mục tiêu tập trung hỗ trợ đất nước. Điều này tưởng chừng là đơn giản, nhưng ở thời điểm Việt Nam bị cấm vận kinh tế từ Mỹ, thì mới thấy hết những gì Hội người Việt Nam tại Pháp đã làm để hỗ trợ đất nước: vận động cộng đồng gửi ngoại tệ về, mua lại sản phẩm của các công ty trong nước dù chất lượng chưa cao để giúp cho nền kinh tế Việt Nam được giữ vững, hỗ trợ tư vấn và trang thiết bị ở sân bay, trang bị cho các cơ sở sản xuất công-nông nghiệp các thiết bị hiện đại. Tại Pháp, UGVF cũng phát triển được hoạt động sinh hoạt thiếu nhi cho trẻ từ 3 đến 14 tuổi. Hiện nay mỗi chiều thứ Bảy, sinh hoạt này của Hội đã trở thành địa điểm quen thuộc của cộng đồng cho con em đến học tiếng Việt, học hát, học múa, học bắn cung, học võ... Thế hệ tương lai của cộng đồng ngày một đặt dấu chân của mình lên con đường chung và tiếp tục những gì thế hệ trước đã gây dựng.

## Văn hóa

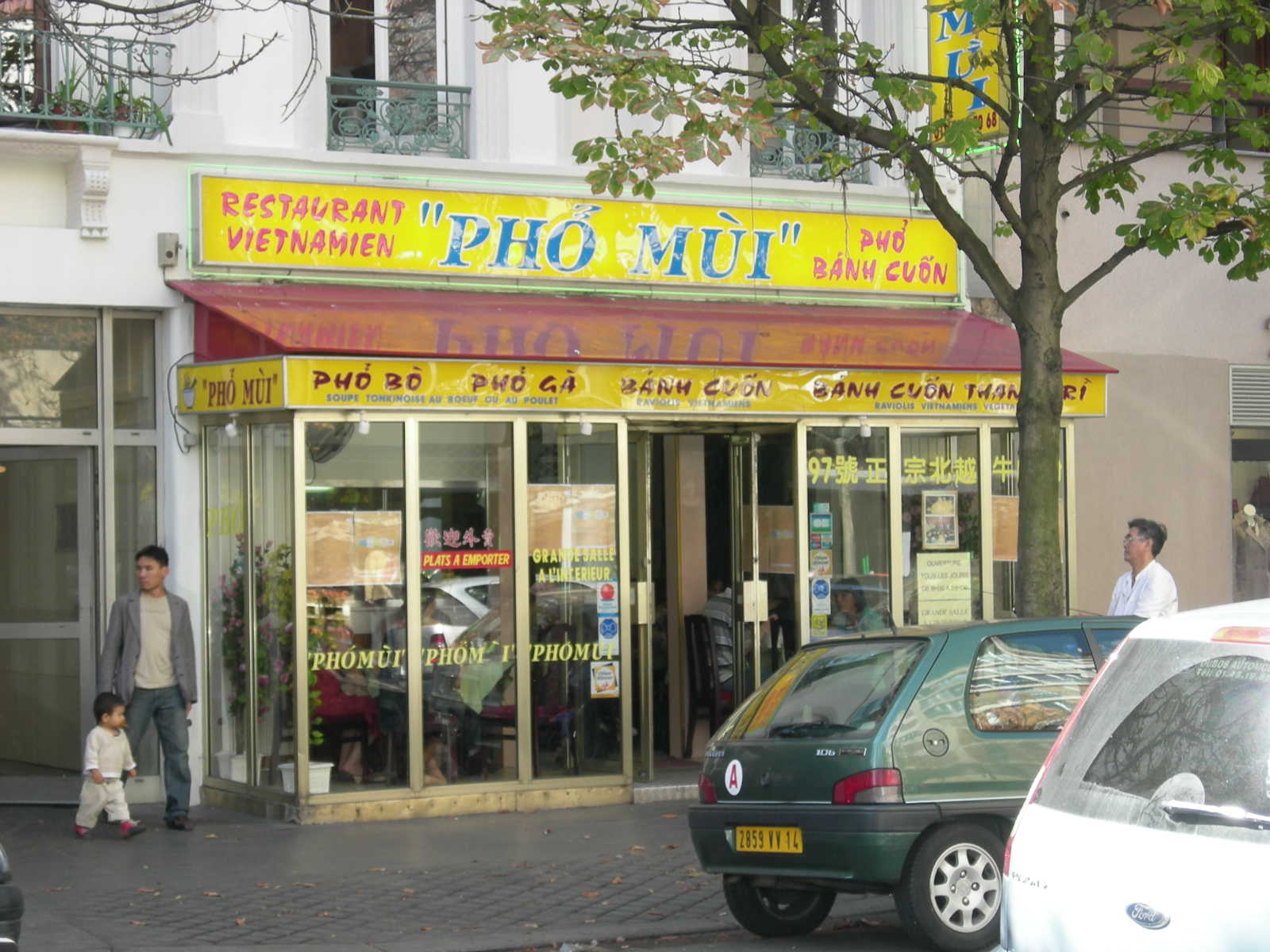
Món phở xuất hiện với bước chân người Việt ở Paris

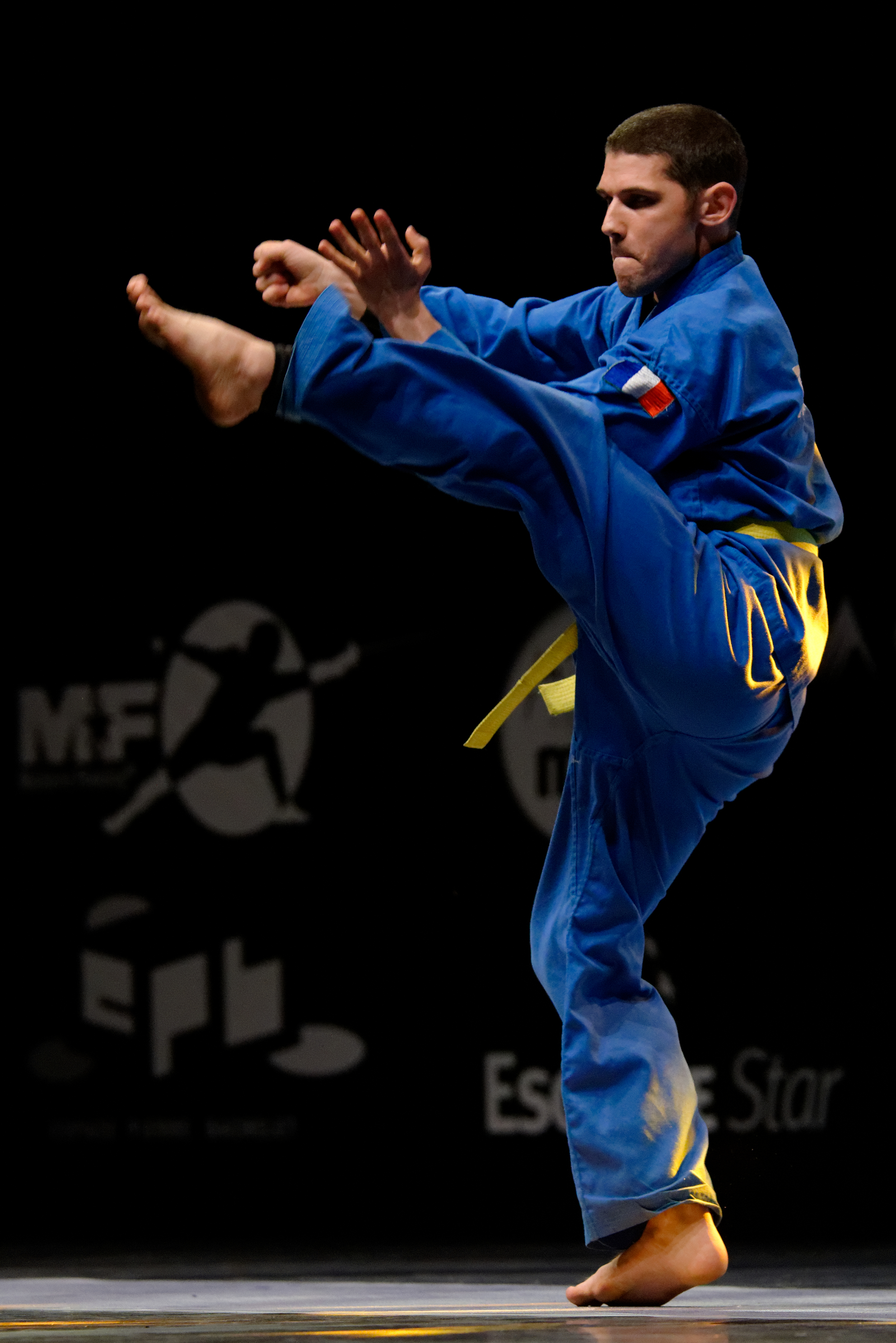
Võ sinh Vovinam thuộc Liên đoàn Pháp

Hệ thống giáo dục tại Pháp, khác với Canada và các quốc gia châu Âu khác, không chủ trương xây dựng một xã hội đa văn hóa. Vì thế, mặc dù người Pháp gốc Việt thuộc thế hệ thứ nhất cố gắng giữ gìn văn hóa Việt Nam và sử dụng tiếng Việt trong cộng đồng, những người thuộc thế hệ thứ hai và thứ ba sinh ra và lớn lên tại Pháp biết rất ít về quốc gia và văn hóa của tổ tiên họ. Về ngôn ngữ họ cũng không sử dụng tiếng Việt.
Trong một cuộc thăm dò ý kiến vào thập niên 1990, 41% người trẻ từ 11 đến 30 tuổi nói rằng họ được gia đình dưỡng dục theo truyền thống Phật giáo, và 28% nói rằng họ được dạy dỗ theo truyền thống Công giáo.
Những ngày lễ văn hóa được cộng đồng người Pháp gốc Việt duy trì gồm có Tết Nguyên Đán, Vu Lan, và Tết Trung thu. Ngoài ra, những người ủng hộ chính quyền Hà Nội còn tổ chức kỷ niệm Ngày Quốc tế Phụ nữ (8 tháng 3, gần trùng với ngày lễ Hai Bà Trưng vào Tháng Hai âm lịch), 30 tháng 4, và 2 tháng 9.
Một trong những cơ sở tôn giáo lâu đời nhất của người Pháp gốc Việt là chùa Hồng Hiên xây từ năm 1917 ở Fréjus, Var, thuộc Provence-Alpes-Côte d'Azur. Chùa có một thời bị bỏ hoang phế nhưng từ thập niên 1970 trở đi đã hoạt động trở lại. Tính đến năm 2000 ở Pháp có 38 ngôi chùa của người Việt. Cũng theo chiều hướng phát triển, người Pháp gốc Việt đã cho xây cất chùa Khánh Anh ở Évry ngoại ô Paris. Vào thời điểm dự tính hoàn thành năm 2011-2012, ngôi chùa này được coi là ngôi chùa lớn nhất châu Âu của người dân gốc Việt.
Dưới mắt người Pháp, người Pháp gốc Việt sống tương đối bình yên và hòa nhập vào xã hội Pháp, không gây nhiều vấn nạn như những nhóm thiểu số khác tại Pháp. Tuy không năng động như các cộng đồng người Việt tỵ nạn tại Hoa Kỳ hay Úc, người Pháp gốc Việt cũng có những sinh hoạt chính trị như vinh danh 60 năm cờ vàng ba sọc đỏ ở Paris cùng Voisins Le Bretonneux và Montigny Le Bretonneux .
Về khía cạnh đóng góp văn hóa, di dân người Việt là yếu tố đem môn võ thuật Vovinam sang Pháp vào thập niên 1970. Môn võ này đã phát triển và nay có mặt ở nhiều quốc gia Âu châu.

## Chính trị tại Pháp
Đầu thập niên 1980, tỷ lệ nhập tịch của người Việt tại Pháp là khoảng 5%, một trong những tỷ lệ cao nhất trong các cộng đồng người ngoại quốc tại Pháp (so với khoảng 0,25% cho cộng đồng người Algérie, cộng đồng lớn nhất). Điều tra dân số năm 1999 cho thấy khoảng 75% người từng có quốc tịch Việt Nam đã vào Pháp tịch.
Mặc dù người Pháp gốc Việt có tỷ lệ nhập tịch khá cao, họ ít quan tâm đến chính trị tại Pháp và hiếm khi tham gia vào các cuộc bầu cử cấp địa phương và toàn quốc. Họ thường nhập tịch vì lý do kinh tế thay vì lập trường chính trị. Tuy không thiết tha với biến chuyển trên chính trường tại Pháp, họ rất quan tâm đến tình hình chính trị ở cố hương, và trong quá khứ từng đóng vai trò rất quan trọng trong các phong trào chính trị tại Việt Nam vào thế kỷ 20.
Năm 2009 thì một số người Việt tại Pháp đứng ra thành lập Hội Người Việt thuộc đảng Cộng hòa (tiếng Pháp: Union des Vietnamiens Républicains, viết tắt là UVR) để tạo tiếng nói chính trị cho cộng đồng, trong đó có Bùi Kiệt Sĩ (Alain), Mai Quốc Minh. Tổ chức này của Đảng Cộng hòa Pháp (Parti républicain) hoạt động với mục đích dần tiến tới tranh cử Hạ viện Pháp năm 2012 và các hội đồng thành phố ở các địa phương năm 2014.

## Quan điểm chính trị đối với Việt Nam
Sau 1975, cộng đồng người Pháp gốc Việt chia thành hai nhóm rõ rệt: một nhóm ủng hộ chính quyền Hà Nội và một nhóm chống cộng. Hầu hết các tổ chức và hội đoàn của người Việt, kể cả các tổ chức tôn giáo và kinh doanh, đều ngả theo nhóm này hay nhóm kia. Những người ủng hộ chính quyền Hà Nội tự nhận là "di dân" trong khi những người chống cộng tự nhận là "người tỵ nạn". Hai nhóm này có những mục tiêu chính trị trái ngược nhau và những thành viên của mỗi nhóm ít có quan hệ với thành viên nhóm kia. Sau khi Việt Nam tiến hành đổi mới và mở cửa, số người xin quy chế tị nạn giảm mạnh do con đường di cư hợp pháp thuận tiện hơn rất nhiều so với thập niên 80.

### Nhóm ủng hộ chính quyền Hà Nội
Những người ủng hộ chính quyền Hà Nội, dưới sự lãnh đạo của Hội người Việt Nam tại Pháp (UGVF, Union Général des Vietnamiens de France), có tổ chức quy mô hơn và được chính quyền Việt Nam công nhận. Hội người Việt Nam tại Pháp (UGVF) có tiền thân là tổ chức "Nhóm người An Nam yêu nước" được Chủ tịch Hồ Chí Minh thành lập vào tháng 6/1919. Trong hai cuộc kháng chiến chống Pháp và chống Mỹ, cộng đồng người Việt Nam tại Pháp tập hợp xung quanh UGVF, đã có đóng góp quan trọng trong việc huy động các nguồn lực của cộng đồng, sự hỗ trợ của nhân dân Pháp và nhiều nước trên thế giới nhằm ủng hộ các cuộc kháng chiến ở trong nước. Bên cạnh việc quan tâm đùm bọc nhau trong cuộc sống, cộng đồng người Việt Nam tại Pháp thông qua Hội UGVF và nhiều hội đoàn khác, phối hợp cùng với Đại sứ quán Việt Nam tại Pháp, Trung tâm Văn hóa Việt Nam tại Pháp, thường xuyên tổ chức các hoạt động giữ gìn và phát huy bản sắc văn hóa dân tộc như Tết cổ truyền và các ngày lễ lớn, mở lớp dạy tiếng Việt, dạy nhạc cụ dân tộc, dạy hát, dạy võ cổ truyền Việt Nam...Liên quan đến tình hình Biển Đông, bà con cũng bày tỏ sự tin tưởng và ủng hộ mạnh mẽ đối với đường lối của Đảng và Nhà nước, kiên quyết bảo vệ sự toàn vẹn lãnh thổ bằng đấu tranh ngoại giao, yêu cầu Trung Quốc giải quyết các tranh chấp thông qua đàm phán, đối thoại và dựa trên luật pháp quốc tế. ông Henry Đặng, thành viên Ban Thường trực hội UGVF phụ trách công tác đối ngoại, bày tỏ sự hãnh diện khi được ra thăm, tặng quà chiến sĩ và nhân dân trên quần đảo Trường Sa. Những người trong nhóm này là những người đến Pháp trước 1975 và con em của họ; vấn đề mưu sinh của họ khá ổn định, và họ được xem là thành phần ưu tú trong cộng đồng gốc Việt. Nhiều thành viên UGVF cũng là đảng viên Đảng Cộng sản Pháp và một số khác là đảng viên Đảng Cộng sản Việt Nam (nhà hoạt động chính trị Nguyễn Khắc Viện từng là chủ tịch UGVF).
Trước 1975, mục tiêu của UGVF là chấm dứt chiến tranh tại Việt Nam và ủng hộ chính quyền Hà Nội. Sau 1975, nhiều thành viên UGVF dự định hồi hương để đóng góp trong công cuộc xây dựng đất nước, nhưng chính phủ Việt Nam lại xem giới trí thức có nền giáo dục phương Tây là một mối đe dọa. Những người được đào tạo tại Liên Xô được trọng dụng hơn vì họ được xem là có quan điểm chính trị thích hợp hơn. Khi họ trở về Việt Nam, những Việt kiều Pháp thường không tìm được việc làm tương đương với công việc của họ tại Pháp. Từ đó, họ ủng hộ thành lập một cộng đồng người Việt ly hương lâu dài tại Pháp. Mục tiêu của UGVF cũng vì đó thay đổi, chú trọng đến việc giữ gìn di sản văn hóa Việt Nam cho các thế hệ sau. Chính phủ Pháp xem UGVF là một tổ chức cộng sản và các hoạt động chính trị của tổ chức không được công khai cho đến năm 1981, khi được chính phủ Đảng Xã hội công nhận.
UGVF tổ chức nhiều lễ hội cho các ngày lễ lớn như Tết Nguyên Đán và Tết Trung thu. Các sự kiện này luôn có sự hiện diện của đại sứ Việt Nam tại Pháp. Các thành viên của UGVF còn thành lập nhiều hội đoàn khác để tranh đua với những tổ chức chống cộng để giành sự ủng hộ từ những người tị nạn sau 1975. Tuy nhiên, các tổ chức này không công bố quan hệ của họ với UGVF vì nhiều người tị nạn sẽ rời bỏ tổ chức nếu họ biết được UGVF đứng sau các tổ chức này.
Mặc dù không hẳn là một bình phong cho những người cộng sản Việt Nam tại Pháp, UGVF là một tổ chức với chủ trương sát cánh với chủ trương của chính quyền Hà Nội. Nhiều thành viên trẻ trong UGVF, sinh ra và lớn lên tại Pháp, cho rằng UGVF thiếu độc lập và quá phụ thuộc vào Hà Nội. Họ cũng đã bắt đầu quan tâm vào các vấn đề trong xã hội Pháp như nạn bị người Pháp bản xứ kỳ thị.
Vào năm 2012, Hội sinh viên Việt Nam tại Pháp (UEVF) phối hợp với nhóm Biển Đông tại Pháp tổ chức cuộc thi "Tìm hiểu kiến thức Biển Đông" nhằm khuyến khích sinh viên, cộng đồng người Việt tại Pháp tăng cường tìm hiểu sâu rộng hơn về biển đảo Việt Nam cũng như những vấn đề pháp lý, địa chính trị của biển Đông và các khu vực biển đảo thuộc lãnh thổ chủ quyền Việt Nam.
Vào năm 2010, Collectif Vietnam - Dioxin, tổ chức bảo vệ nạn nhân chất da cam/dioxin Việt Nam vừa tiến hành một cuộc vận động lớn nhằm thu hút sự chú ý của dư luận Pháp ủng hộ cho cuộc đấu tranh của các nạn nhân Việt Nam.
Chiều 16/5/2014, gần 2.000 người Việt Nam tại Pháp cùng các bạn bè Pháp yêu chuộng hòa bình và công lý đã hưởng ứng lời kêu gọi của tổ chức Collectif Vietnam, một tổ chức tập hợp tất cả các hội, đoàn của người Việt Nam tại Pháp, tham gia cuộc tuần hành tại Paris chống lại các hành động xâm phạm chủ quyền Việt Nam của Trung Quốc, bày tỏ tình đoàn kết với nhân dân Việt Nam. Đa số những người tham gia cuộc biểu tình là các bạn thanh niên, sinh viên đang sinh sống và học tập tại Pháp, những người căng tràn sức sống và nhiệt huyết. Bên cạnh đó, cũng có nhiều rất nhiều mái tóc đã điểm bạc. Đó là các kiều bào đã sống những năm tháng sục sôi của các cuộc biểu tình chống đế quốc Mỹ trước đây giữa lòng thủ đô nước Pháp, đòi độc lập tự do cho Việt Nam, hôm nay một lần nữa họ lại xuống đường đòi công lý cho Việt Nam.

### Nhóm không có thiện cảm với chính quyền Hà Nội

Huy hiệu Tổng hội Sinh viên Việt Nam tại Paris

Khác hẳn những người ủng hộ chính quyền Hà Nội, những người chống không có thiện cảm với chính quyền Hà Nội không thống nhất dưới một tổ chức nào tương tự như UGVF, nhưng họ chung một lập trường đối lập với chính quyền tại Việt Nam. Trước 1975, những nhóm người Việt không có thiện cảm với chính quyền Hà Nội hoạt động tại Pháp rất ít, và chủ yếu là các tổ chức sinh viên như Tổng hội Sinh viên Việt Nam tại Paris. Sau 1975, với số thuyền nhân tị nạn được nhận vào Pháp tăng vọt, những nhóm không có thiện cảm với chính quyền Hà Nội mới thật sự lớn mạnh để cạnh tranh với nhóm ủng hộ Hà Nội. Những nhóm không có thiện cảm với chính quyền Hà Nội bao gồm chủ yếu những người tị nạn đến Pháp sau 1975, vì thế họ có tình trạng kinh tế kém ổn định hơn nhóm kia.
Trong lúc UGVF muốn miêu tả cộng đồng người Pháp gốc Việt như một cộng đồng đoàn kết ủng hộ chính quyền Hà Nội, những nhóm chống cộng hoạt động để nói rõ cho người Pháp bản xứ biết là trong cộng đồng người Việt có sự khác biệt chính trị sâu sắc. Họ thường biểu tình phản đối chính phủ Việt Nam, và kêu gọi những người tị nạn tẩy chay những cơ sở kinh doanh có liên quan đến UGVF.
Những tổ chức của những người chống cộng cũng gồm những tổ chức sinh viên, lãnh đạo, xã hội, và văn hóa. Họ có những hoạt động tương trợ những người tị nạn mới đến Pháp trong thập niên 80. Hầu hết các thành viên hoạt động trong tổ chức Hướng đạo Việt Nam tại Pháp và các tổ chức Công giáo của người Việt đều nằm trong phái chống cộng. Họ cũng tổ chức các cuộc lễ hội cho các ngày lễ truyền thống, nhưng với quy mô nhỏ hơn nhiều so với UGVF và không được nhiều người trong nước biết tới.

## Di tích

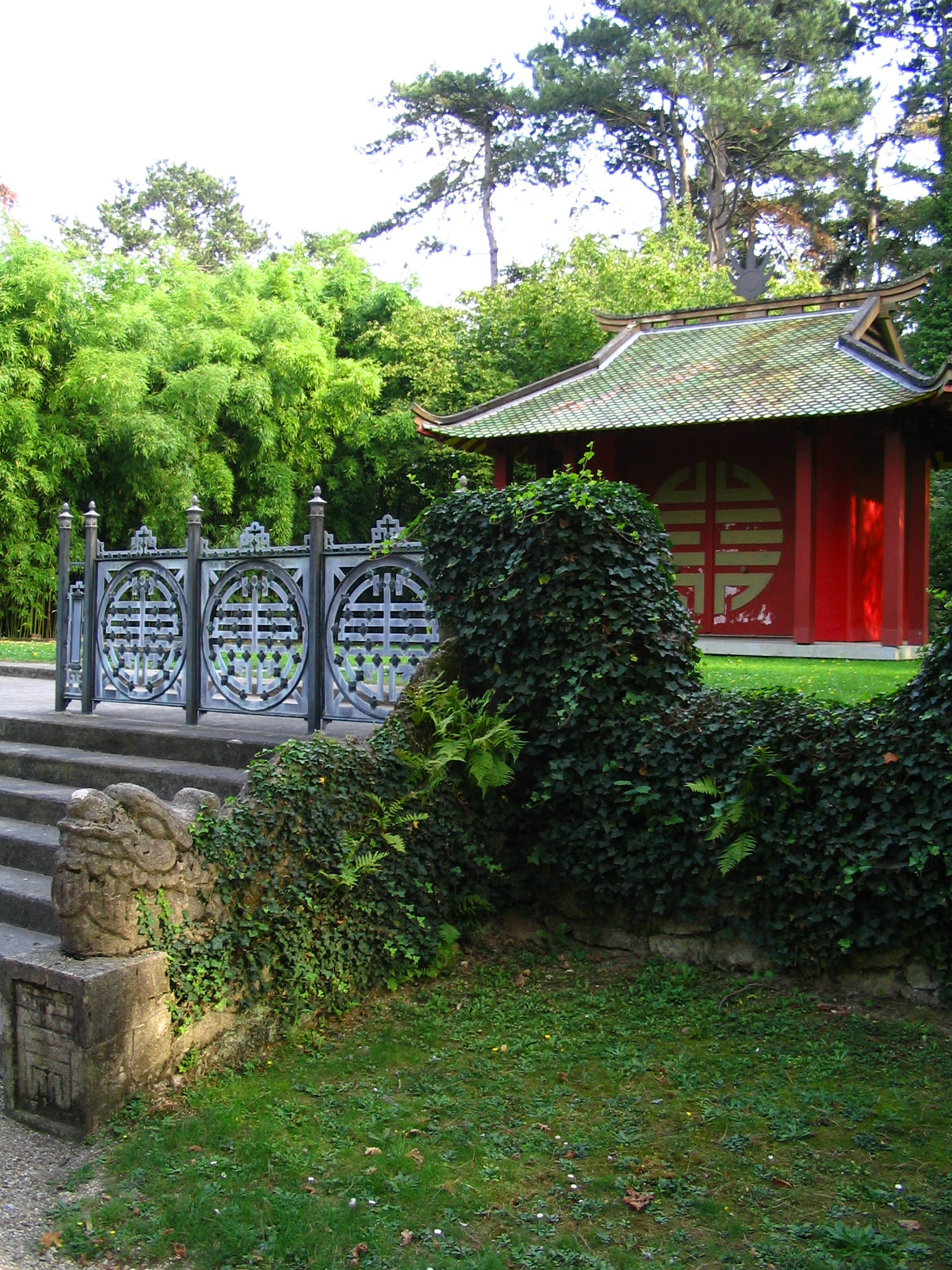
Phương đình xây trên nền cũ của Đền tử sĩ lính Đông Dương

### Trước năm 1954

#### Đền tử sĩ

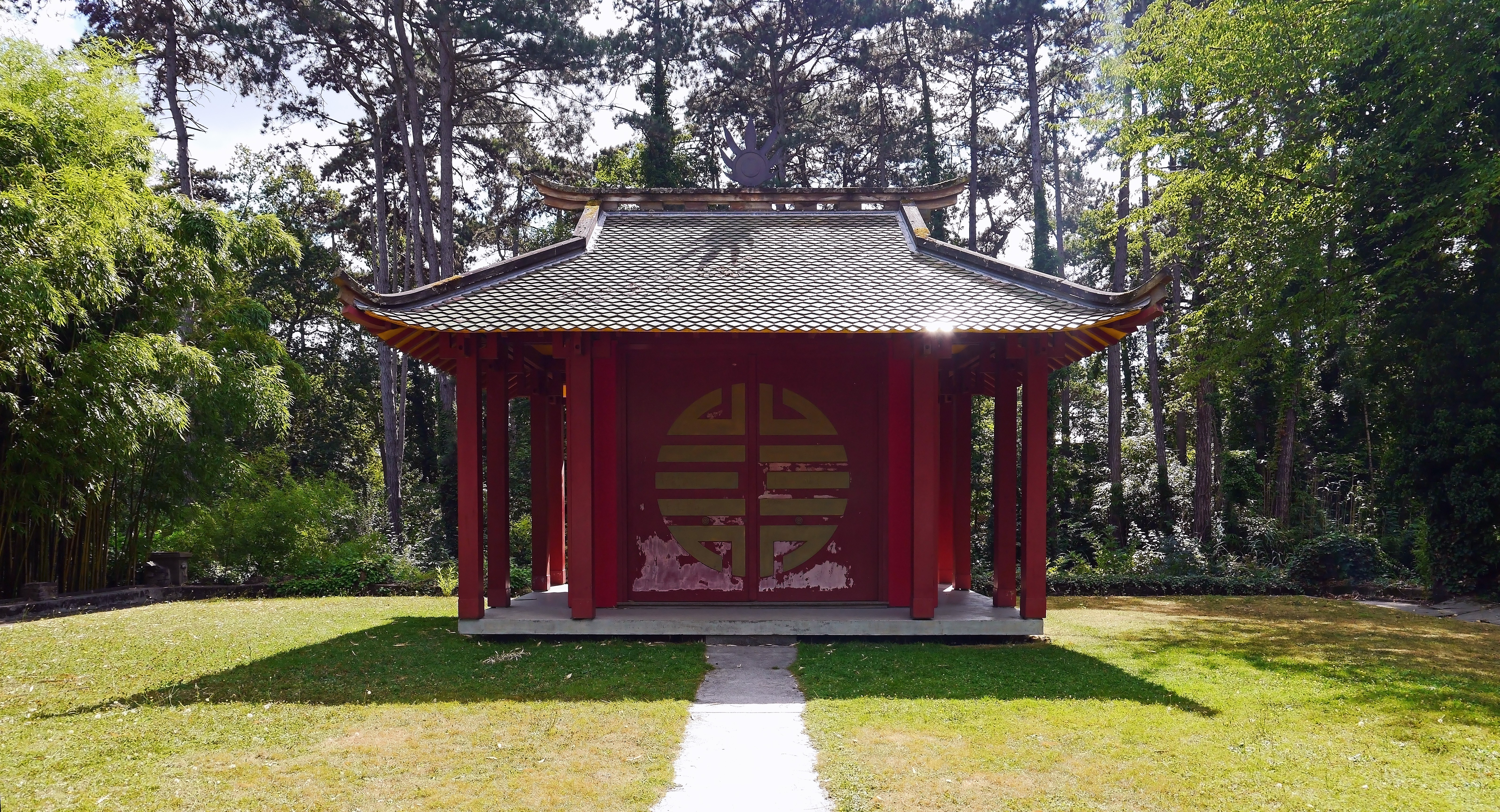
Đền tử sĩ

Rải rác ở Pháp có một số di tích ghi dấu chân người Việt. Ở Nogent-sur-Marne trong Jardin tropicale de Paris, thuộc Bois de Vincennes còn nền cũ ngôi đền tử sĩ tưởng niệm lính Đông Dương, tức temple du Souvenir Indochinois, Lưu trữ ngày 23 tháng 3 năm 2009 tại Wayback Machine tức Nghĩa sĩ từ. Đây nguyên thủy là một ngôi nhà cất ở Thủ Dầu Một rồi rỡ ra đem sang Pháp dùng cho cuộc Exposition coloniale de Marseille 1906, thường gọi Đấu xảo Thuộc địa. Qua năm sau chính phủ Pháp cho chuyển về Nogent-sur-Marne và đến năm 1917 thì ngôi nhà đó được dùng làm đền tử sĩ, có sắc phong (1919) của vua Khải Định. Nhà vua còn đến viếng ngôi đền này năm 1922 nhân chuyến công du sang Pháp. Lưu trữ ngày 23 tháng 3 năm 2009 tại Wayback Machine
Năm 1984 đền bị phá hủy hoàn toàn trong cơn hỏa hoạn, nay chỉ còn phần nền với bậc tam cấp tạc đôi rồng đá. Một phương đình tân tạo nhỏ nay nằm ở vị trí này. Lưu trữ ngày 23 tháng 3 năm 2009 tại Wayback Machine

#### Chùa Hồng Hiên
Ở miền nam nước Pháp thì có chùa Hồng Hiên, do người Việt lập nên từ năm 1917 và được biết đến là ngôi chùa cổ nhất ở Pháp.

### Sau năm 1954

#### Ngôi nhà số 9, ngõ Compoint, quận 17, Paris
Ngôi nhà số 9, ngõ Compoint, quận 17, thành phố Paris (Pháp) là một phần quan trọng trong giai đoạn Nguyễn Ái Quốc ở Pháp. Căn phòng của Nuyễn Ái Quốc chỉ rộng chừng 9 m vuông, thiếu thốn, sơ sài, hầu như không có đồ đạc và không có phương tiện sưởi ấm do tọa lạc ở một khu dành cho dân lao động. Căn nhà này gắn liền với câu chuyện Nguyễn Ái Quốc dùng một viên gạch nung nóng và bọc bằng báo để sưởi ấm trong mùa đông của Pháp. Ngôi nhà cũ đã được phá đi để xây mới sau nhiều năm xuống cấp. Để tưởng nhớ quá trình Nguyễn Ái Quốc sống tại Pháp, chính quyền Thủ đô Paris đã gắn một tấm biển gợi nhớ về thời gian Hồ Chí Minh từng hoạt động tại Paris, trong đó ghi rằng "Tại đây, Nguyễn Ái Quốc, còn được biết đến với tên gọi Hồ Chí Minh đã từng sống và chiến đấu cho độc lập, tự do của dân tộc Việt Nam và các dân tộc bị áp bức từ năm 1921 đến năm 1923". Các hiện vật của Nguyễn Ái Quốc khi sống tại đây đã được Đại sứ quán Việt Nam tại Pháp chuyển về Bảo tàng Hồ Chí Minh bao gồm cả viên gạch hồng.

#### Không gian Hồ Chí Minh tại Bảo tàng Lịch sử (Musée de l'Histoire Vivante), thành phố Montreuil, ngoại ô Paris
Từ năm 2000, Bảo tàng Lịch sử (Musée de l'Histoire Vivante) đã dành một phòng trưng bày mang tên "Không gian Hồ Chí Minh" với mục đích tái hiện căn phòng mà Chủ tịch Hồ Chí Minh đã từng sống ở ngõ Compoint. Căn phòng bao gồm những đồ đạc mà Chủ tịch Hồ Chí Minh đã từng sử dụng khi còn ở Pháp trong thập niên 1920 và tấm biển nhà số 9. Bên cạnh đó còn có tấm thẻ hành nghề, thẻ Đảng viên Đảng Cộng sản Pháp của Chủ tịch Hồ Chí Minh, các bức thư mà Chủ tịch Hồ Chí Minh viết cho Đảng Cộng sản Pháp và các hoạt động của Hồ Chí Minh tại Pháp. Tại đây cũng lưu lại bút tích được ghi trong sổ vàng của khu tưởng căn phòng này của các nhà lãnh đạo Việt Nam như Thủ tướng Nguyễn Tấn Dũng, Phó Chủ tịch nước Nguyễn Thị Doan, Chủ tịch nước Trần Đại Quang. Đây cũng là địa điểm thu hút nhiều du học sinh Việt Nam, Việt kiều cũng như các vị khách du lịch để bày tỏ cảm xúc và tìm hiểu về Chủ tịch Hồ Chí Minh, Danh nhân văn hóa thế giới. Ngay bên cạnh nhà bảo tàng là một bức tượng bán thân của Chủ tịch Hồ Chí Minh, được đặt trong khu vực trang trọng, dưới những tán cây, được chăm sóc cẩn thận. Đây thường là nơi mọi người có thể tới dâng hoa, thể hiện tấm lòng thành kính đối với Chủ tịch Hồ Chí Minh. Nội dung ghi ở tấm biển dưới bức tượng: "Chủ tịch Hồ Chí Minh 1890 – 1969, người anh hùng giải phóng đất nước, nhà văn hóa lỗi lạc của Việt Nam" (theo UNESCO 1987).

#### Tượng đài kỷ niệm người lính thợ
Trong sân tòa thị chính Arles ở Salin-de-Giraud Tháng 10 năm 2014 nhà chức trách cho dựng bức tượng cách thể vinh danh đóng góp của người lính thợ Việt Nam đã khai sáng ra nghề trồng lúa ở Camargue.
Tháng 11 năm 2015, thành phố Montpellier, Hérault cũng dựng bia ghi nhớ 19 người lính thợ Đông Dương đã bỏ mình trên đất Pháp đóng góp cho chính quốc. Mặc dù họ đã bỏ công sức của xây dựng nước Pháp, nhóm lính thợ bị ngược đãi, giam giữ trong trại cấm Agde và đã chết tại đấy.

#### Đài kỷ niệmthuyền nhân
Ngày 12 tháng 9 năm 2010 tượng đài kỷ niệm thuyền nhân Việt Nam với tên Niềm mơ ước của Mẹ (tiếng Pháp: Le Rêve de la Mère) được dựng ở bùng binh "Rond point Saigon", ngã tư thông lộ André Malraux và đại lộ des Genêts thuộc xã Bussy-Saint-Georges, thị trấn Marne-la-Vallée. Tượng đài này có bốn mục đích: 
1. Tưởng niệm người tỵ nạn thuyền nhân Việt Nam
2. Tri ân nước Pháp
3. Ghi ơn bậc phụ huynh
4. Vinh danh đóng góp của người Pháp gốc Việt.

Đây là bức tượng bằng đồng do điêu khắc gia Vũ Đình Lâm thực hiện.

## Nhân vật
Trong số những người Việt sống ở Pháp được nhiều người biết đến có thể kể tới thiền sư Thích Nhất Hạnh; nhà văn Dương Thu Hương; Trần Thị Nam Murtin, người nhận Bắc Đẩu Bội tinh Premier ministre grade chevalier năm 2008 của chính phủ Pháp;. Về âm nhạc có nhà nghiên cứu nghệ thuật và âm nhạc cổ truyền Trần Văn Khê, nhạc sĩ Nguyễn Thiện Đạo; kỹ sư Trương Trọng Thi; đạo diễn Trần Anh Hùng; và các nữ diễn viên Phạm Linh Đan, Trần Nữ Yên Khê. Bên cạnh đó cũng có những người Pháp mang trong mình một phần dòng máu Việt như thanh tra cảnh sát Georges Nguyễn Văn Lộc, luật sư Jacques Vergès, diễn viên France Nuyen, và cầu thủ François Trinh-Duc, Yohan Cabaye và Jason Pendant.
Cũng có người như nhà văn Bùi Đoàn, sinh ra tại Pháp trong một gia đình hai cha mẹ đều là người Việt, và chính bà không nói được tiếng Việt nhưng vẫn thành công trên văn đàn. Bà là tác giả cuốn Le Silence de mon père bằng tiếng Pháp.
Về khoa học có các giáo sư Ngô Bảo Châu, Bùi Trọng Liễu, Bùi Huy Đường, Cao Huy Thuần, Nguyễn Quang Riệu, Trần Thanh Vân, bác sĩ Henriette Bùi Quang Chiêu
Về kinh doanh có Hoàng Việt Chúc, một nhà triệu phú sở hữu khách sạn Nikko ở Paris ngay bên bời sông Seine.
Nhà thiết kế thời trang Barbara Bùi

## Liên kết
- Người Việt tại Pháp
- "Bến Việt trời Tây" theo RFA